# Sainte-Marie-de-Vatimesnil
 Sainte-Marie-de-Vatimesnil  là một xã của tỉnh Eure, thuộc vùng Normandie, miền bắc nước Pháp.